# Canzone inutile
Canzone inutile è un singolo della cantante italiana Alessandra Amoroso, pubblicato il 12 novembre 2021 come quarto estratto dal settimo album in studio Tutto accade.

## Descrizione
Il brano, scritto e composto da Rocco Hunt, Federica Abbate, Cheope, Alessandro Merli e Fabio Clemente, racconta del potere evocativo delle canzoni, di cui il brano ne è un esempio lampante. Alessandra Amoroso ha dichiarato:
(Alessandra Amoroso)
Tra i produttori figura Dardust.

## Promozione
Il 19 dicembre 2021 la cantante esegue la canzone dal vivo nel corso del programma Amici di Maria De Filippi.
Il 21 maggio 2022 la cantante si è esibita al Radio Italia Live - Il concerto in un medley di Sorriso grande, Canzone inutile e Camera 209.

## Accoglienza
All Music Italia definisce il brano «una ballad intensa; [...] un brano d’amore, un richiesta di resistenza alla persona amata».
Sky TG24 nota come la canzone risulti «malinconica» riscontrando «atmosfere con cui l’abbiamo conosciuta durante il suo esordio ad Amici», sottolineando che il testo «si focalizza in particolare sulle canzoni e il loro fungere da vere e proprie promesse d’amore, che provocano emozioni anche quando una storia non ha il lieto fine».
MTV Italia riscontra che la canzone sia «una dedica a se stessa» in cui la cantante «parla del potere evocativo delle canzoni, in grado di fotografare un istante e di rimanere scolpite nel tempo».

## Video musicale
Il video, diretto da Bendo, è stato pubblicato contestualmente all'uscita del singolo sul canale YouTube dell'artista.

## Tracce
Testi e musiche di Rocco Hunt, Federica Abbate, Cheope, Alessandro Merli e Fabio Clemente.
1. Canzone inutile – 3:54